# Newton Heath F.C. mùa bóng 1896–97
Mùa giải 1896-1897 là mùa giải thứ năm của Newton Heath trong Liên đoàn bóng đá và mùa giải thứ ba tại giải bóng đá Hạng hai. Đội bóng đứng thứ hai trong giải đấu, kiếm được một cơ hội để trở lại giải bóng đá hạng Nhất. United đã chơi hai trận đấu thử nghiệm nhằm kiếm một suất lên chơi tại giải hạng nhất, nhưng mặc dù đã đánh bại Burnley tại sân nhà Bank Street, Đội bóng đã không vượt qua Sunderland và ở lại với giải hạng hai. Tại giải FA Cup, Đội bóng đã lọt đến vòng đấu loại thứ 3 trước khi để thua 2–0 bởi Derby County cho năm thứ hai liên tiếp.
Câu lạc bộ cũng tham gia giải Lancashire Senior Cup và Manchester Senior Cup trong mùa giải 1896-1897. Đội bóng đã bị đánh bật ra khỏi Lancashire Cup ở vòng thứ hai, khi thất bại 2-1 trước Burnley. Tại giải Manchester Cup, Đội bóng nói lời tạm biệt với vòng thứ ba, khi Đội bóng đánh bại Manchester City, trước khi thua 2-0 trước Bury trong trận bán kết.

## Giải bóng đá hạng hai (Second Division)
| Thời gian               | Đối thủ              | H/A | Tỷ số Bt-Bb | Cầu thủ ghi bàn                               | Số lượng khán giả |
| ----------------------- | -------------------- | --- | ----------- | --------------------------------------------- | ----------------- |
| ngày 1 tháng 9 năm 1896 | Gainsborough Trinity | H   | 2 – 0       | McNaught (2)                                  | 4,000             |
| 5 tháng 9 năm 1896      | Burton Swifts        | A   | 5 – 3       | Brown, Bryant, Cassidy, Draycott, McNaught    | 3,000             |
| 7 tháng 9 năm 1896      | Walsall              | H   | 2 – 0       | Cassidy, Donaldson                            | 7,000             |
| 12 tháng 9 năm 1896     | Lincoln City         | H   | 3 – 1       | Cassidy (2), Donaldson                        | 2,000             |
| 19 tháng 9 năm 1896     | Grimsby Town         | A   | 0 – 2       |                                               | 3,000             |
| 21 tháng 9 năm 1896     | Walsall              | A   | 3 – 2       | Brown, Draycott, McNaught                     | 7,000             |
| 26 tháng 9 năm 1896     | Newcastle United     | H   | 4 – 0       | Cassidy (3), Donaldson                        | 7,000             |
| 3 tháng 10 năm 1896     | Manchester City      | A   | 0 – 0       |                                               | 20,000            |
| 10 tháng 10 năm 1896    | Small Heath          | H   | 1 – 1       | Draycott                                      | 7,000             |
| 17 tháng 10 năm 1896    | Blackpool            | A   | 2 – 4       | Bryant, Draycott                              | 5,000             |
| 21 tháng 10 năm 1896    | Gainsborough Trinity | A   | 0 – 2       |                                               | 4,000             |
| 24 tháng 10 năm 1896    | Burton Wanderers     | H   | 3 – 0       | Cassidy (3)                                   | 4,000             |
| 7 tháng 11 năm 1896     | Grimsby Town         | H   | 4 – 2       | Cassidy (2), Donaldson, Jenkyns               | 5,000             |
| 28 tháng 11 năm 1896    | Small Heath          | A   | 0 – 1       |                                               | 4,000             |
| 19 tháng 12 năm 1896    | Notts County         | A   | 0 – 3       |                                               | 5,000             |
| 25 tháng 12 năm 1896    | Manchester City      | H   | 2 – 1       | Donaldson, Smith                              | 18,000            |
| 26 tháng 12 năm 1896    | Blackpool            | H   | 2 – 0       | Cassidy (2)                                   | 9,000             |
| 28 tháng 12 năm 1896    | Leicester Fosse      | A   | 0 – 1       |                                               | 8,000             |
| 1 tháng 1, 1897         | Newcastle United     | A   | 0 – 2       |                                               | 17,000            |
| 9 tháng 1, 1897         | Burton Swifts        | H   | 1 – 1       | Donaldson                                     | 3,000             |
| 6 tháng 2 năm 1897      | Loughborough         | H   | 6 – 0       | Smith (2), Boyd, Donaldson, Draycott, Jenkyns | 5,000             |
| 20 tháng 2 năm 1897     | Leicester Fosse      | H   | 2 – 1       | Boyd, Donaldson                               | 8,000             |
| 2 tháng 3 năm 1897      | Darwen               | H   | 3 – 1       | Cassidy (2), Boyd                             | 3,000             |
| 13 tháng 3 năm 1897     | Darwen               | A   | 2 – 0       | Cassidy, Gillespie                            | 2,000             |
| 20 tháng 3 năm 1897     | Burton Wanderers     | A   | 2 – 1       | Gillespie, Lowe (o.g.)                        | 3,000             |
| 22 tháng 3 năm 1897     | Woolwich Arsenal     | H   | 1 – 1       | Boyd                                          | 3,000             |
| 27 tháng 3 năm 1897     | Notts County         | H   | 1 – 1       | Bryant                                        | 10,000            |
| 1 tháng 4 năm 1897      | Lincoln City         | A   | 3 – 1       | Jenkyns (3)                                   | 1,000             |
| 3 tháng 4 năm 1897      | Woolwich Arsenal     | A   | 2 – 0       | Boyd, Donaldson                               | 6,000             |
| 10 tháng 4 năm 1897     | Loughborough         | A   | 0 – 2       |                                               | 3,000             |

| # | Câu lạc bộ   | Tr | T  | H | B | Bt | Bb | Hs | Điểm |
| - | ------------ | -- | -- | - | - | -- | -- | -- | ---- |
| 1 | Notts County | 30 | 19 | 4 | 7 | 92 | 43 | 49 | 42   |
| 2 | Newton Heath | 30 | 17 | 5 | 8 | 56 | 34 | 22 | 39   |
| 3 | Grimsby Town | 30 | 17 | 4 | 9 | 66 | 44 | 22 | 38   |

### Trận đấu thử nghiệm
| Thời gian           | Đối thủ    | H/A/N | Tỷ số Bt-Bb | Cầu thủ ghi bàn | Số lượng khán giả |
| ------------------- | ---------- | ----- | ----------- | --------------- | ----------------- |
| 19 tháng 4 năm 1897 | Burnley    | A     | 0 – 2       |                 | 10,000            |
| 21 tháng 4 năm 1897 | Burnley    | H     | 2 – 0       | Boyd, Jenkyns   | 7,000             |
| 24 tháng 4 năm 1897 | Sunderland | H     | 1 – 1       | Boyd            | 18,000            |
| 26 tháng 4 năm 1897 | Sunderland | A     | 0 – 2       |                 | 6,000             |

## FA Cup
| Thời gian            | Vòng đấu                    | Đối thủ                | H/A | Tỷ số Bt-Bb | Cầu thủ ghi bàn                                  | Số lượng khán giả |
| -------------------- | --------------------------- | ---------------------- | --- | ----------- | ------------------------------------------------ | ----------------- |
| 12 tháng 12 năm 1896 | Vòng sơ loại đầu tiên       | West Manchester        | H   | 7 – 0       | Cassidy (2), Gillespie (2), Rothwell (2), Bryant | 6,000             |
| 2 tháng 1, 1897      | Vòng sơ loại thứ hai        | Nelson                 | H   | 3 – 0       | Stephenson, Bryant, unknown                      | 5,000             |
| 15 tháng 1, 1897     | Vòng sơ loại thứ ba         | Blackpool              | H   | 2 – 2       | Gillespie, Donaldson                             | 1,500             |
| 20 tháng 1, 1897     | Vòng sơ loại thứ ba Lặp lại | Blackpool              | A   | 2 – 1       | Bryant, Cassidy                                  | 1,500             |
| 30 tháng 1, 1897     | Vòng đầu tiên               | Kettering Town         | H   | 5 – 1       | Cassidy (2), Donaldson (2), Bryant               | 5,000             |
| 13 tháng 2 năm 1897  | Vòng 2                      | Southampton St. Mary's | A   | 1 – 1       | Donaldson                                        | 8,000             |
| 17 tháng 2 năm 1897  | Vòng 2 Lặp lại              | Southampton St. Mary's | H   | 3 – 1       | Bryant (2), Cassidy                              | 7,000             |
| 27 tháng 2 năm 1897  | Vòng 3                      | Derby County           | A   | 0 – 2       |                                                  | 12,000            |